# Bulbophyllum longirepens
Bulbophyllum longirepens là một loài phong lan thuộc chi Bulbophyllum.